# Christina Zilber
Christina Zilber ist eine US-amerikanische Schauspielerin, Produzentin und Regisseurin.

## Leben
Die Kalifornierin Christina Zilber wurde als Christina Naify in San Francisco als Tochter des Pferdezüchters Marshall Naify geboren. In Malibu besuchte sie die Pepperdine University. Neben ihrem Vater Marshall und ihrer Halbschwester Marsha Naify trat sie in die elterliche Pferdezucht „Woodside Farms“ ein. 1995 heiratete sie den damals 28-jährigen französischen Produzenten Laurent Zilber, von dem sie Sohn Emmanuel und Tochter Amelie hat. Das Ehepaar besitzt eine Kosmetikfirma und die Filmproduktionsgesellschaft Trillion Entertainment, die vorzugsweise Independentfilme produziert. Christina Zilber spielte in dem 1996 von Trillion Entertainment produzierten Drama Die Fahrt ins Nirgendwo (Joyride) die eiskalte Auftragskillerin Smith neben den bekannten Darstellern Tobey Maguire und Benicio del Toro. Nach dem Tod ihres Vaters im Jahr 2000 trat ihr Ehemann Laurent, ein begeisterter Pferderennsportler, in die Pferdezucht ein. Mit ihrer Familie lebt Christina Zilber in Beverly Hills.

## Filmografie

### Darstellerin
- 1994 CyberTracker
- 1996 Die Fahrt ins Nirgendwo (Joyride)
- 2001 Jane Bond

### Produzentin
- 1999 The Item
- 2001 Jane Bond
- 2002 New Suit
- 2003 The Nazi Officer’s Wife

### Regisseurin
- 2001 Jane Bond